# Juliomys ximenezi
Juliomys ximenezi — вид ссавців гризунів родини Cricetidae. Це ендемік Бразилії. Його загальна довжина 181–205 мм, хвіст 101–113 мм, лапи 19,5–22 мм і вуха 15–16 мм. Його назвали на честь уругвайського теріолога Хуана Альфредо Хіменеза Тріанона.